# Billy Kidd
William Winston „Billy” Kidd (ur. 13 kwietnia 1943 w Burlington) – amerykański narciarz alpejski, wicemistrz olimpijski i czterokrotny medalista mistrzostw świata.

## Kariera
Pierwszą dużą międzynarodową imprezą w karierze Kidda były mistrzostwa świata w Chamonix w 1962 roku. Zajął tam piętnaste miejsce w slalomie gigancie oraz ósme w slalomie. Pierwszy sukces osiągnął podczas igrzysk olimpijskich w Innsbrucku w 1964 roku, gdzie wywalczył srebrny medal slalomie. W zawodach tych rozdzielił na podium Austriaka Josefa Stieglera i swego rodaka Jima Heugę. Parę dni wcześniej zajął także siódme miejsce w gigancie i szesnaste w zjeździe. Igrzyska w Innsbrucku były równocześnie mistrzostwami świata, jednak kombinację rozgrywano tylko w ramach drugiej z tych imprez. W konkurencji tej zajął trzecie miejsce, plasując się za Ludwigiem Leitnerem ze Wspólnej Reprezentacji Niemiec oraz Austriakiem Gerhardem Nenningiem. Podczas jednego z treningów tuż przed mistrzostwami świata w Portillo w 1966 roku Kidd złamał prawą nogę w dwóch miejscach, co wykluczyło go z rywalizacji.
Do sportu powrócił na przełomie 1967 i 1968 roku. Wystąpił na igrzyskach olimpijskich w Grenoble, gdzie jego najlepszym wynikiem było piąte miejsce w slalomie. Na tych samych igrzyskach był też osiemnasty w zjeździe, a w slalomie nie awansował do finału. Ostatnie sukcesy osiągnął podczas mistrzostw świata w Val Gardena w 1970 roku, skąd przywiózł dwa medale. W slalomie wywalczył brązowy medal, plasując się za dwoma Francuzami: Jeanem-Noëlem Augertem i Patrickem Russelem. Parę dni później zdobył ponadto złoty medal w kombinacji, wyprzedzając Russela oraz Polaka Andrzeja Bachledę-Curusia.
W Pucharze Świata zadebiutował 4 stycznia 1968 roku w Bad Hindelang, zajmując czwarte miejsce w slalomie. Tym samym już w swoim debiucie wywalczył pierwsze pucharowe punkty. Dwa miesiące później, 16 marca 1968 roku w Aspen po raz pierwszy stanął na podium zawodów tego cyklu, wygrywając slalom. W kolejnych startach na podium znalazł się jeszcze dwukrotnie: 28 lutego 1969 roku w Squaw Valley zwyciężył w slalomie, a 16 marca 1969 roku w Mont-Sainte-Anne był trzeci w tej samej konkurencji. Najlepsze wyniki osiągnął w sezonie 1967/1968, kiedy zajął siódme miejsce w klasyfikacji generalnej.
Po zakończeniu był między innymi dyrektorem ośrodka narciarskiego w Steamboat Springs w stanie Kolorado. Był też między innymi komentatorem sportowym dla telewizji oraz pisał artykuły dla czasopism sportowych.

## Osiągnięcia

### Igrzyska olimpijskie
| Miejsce | Dzień       | Rok  | Miejscowość | Konkurencja | Czas biegu | Strata | Zwycięzca         |
| ------- | ----------- | ---- | ----------- | ----------- | ---------- | ------ | ----------------- |
| 16.     | 31 stycznia | 1964 | Innsbruck   | Zjazd       | 2:18,16    | +3,66  | Egon Zimmermann   |
| 7.      | 2 lutego    | 1964 | Innsbruck   | Gigant      | 1:46,71    | +3,26  | François Bonlieu  |
| 2.      | 8 lutego    | 1964 | Innsbruck   | Slalom      | 2:11,13    | +0,14  | Josef Stiegler    |
| 18.     | 9 lutego    | 1968 | Grenoble    | Zjazd       | 1:59,85    | +3,55  | Jean-Claude Killy |
| 5.      | 12 lutego   | 1968 | Grenoble    | Gigant      | 3:29,28    | +3,09  | Jean-Claude Killy |
| DNQ     | 17 lutego   | 1968 | Grenoble    | Slalom      | 1:39,73    | –      | Jean-Claude Killy |

### Mistrzostwa świata
| Miejsce | Dzień       | Rok  | Miejscowość | Konkurencja | Czas biegu | Strata    | Zwycięzca         |
| ------- | ----------- | ---- | ----------- | ----------- | ---------- | --------- | ----------------- |
| 8.      | 12 lutego   | 1962 | Chamonix    | Slalom      | 2:21,67    | +7,60     | Charles Bozon     |
| 15.     | 15 lutego   | 1962 | Chamonix    | Gigant      | 1:38,97    | +4,43     | Egon Zimmermann   |
| 16.     | 31 stycznia | 1964 | Innsbruck   | Zjazd       | 2:18,16    | +3,66     | Egon Zimmermann   |
| 7.      | 2 lutego    | 1964 | Innsbruck   | Gigant      | 1:46,71    | +3,26     | François Bonlieu  |
| 2.      | 8 lutego    | 1964 | Innsbruck   | Slalom      | 2:11,13    | +0,14     | Josef Stiegler    |
| 3.      | 8 lutego    | 1964 | Innsbruck   | Kombinacja  | 33,99 pkt  | +2,46 pkt | Ludwig Leitner    |
| DNS     | 14 sierpnia | 1966 | Portillo    | Slalom      | 1:41,56    | -         | Carlo Senoner     |
| 18.     | 9 lutego    | 1968 | Grenoble    | Zjazd       | 1:59,85    | +3,55     | Jean-Claude Killy |
| 5.      | 12 lutego   | 1968 | Grenoble    | Gigant      | 3:29,28    | +3,09     | Jean-Claude Killy |
| DNQ     | 17 lutego   | 1968 | Grenoble    | Slalom      | 1:39,73    | –         | Jean-Claude Killy |
| 3.      | 8 lutego    | 1970 | Val Gardena | Slalom      | 1:39,47    | +0,06     | Jean-Noël Augert  |
| 15.     | 10 lutego   | 1970 | Val Gardena | Gigant      | 4:19,19    | +,18      | Karl Schranz      |
| 5.      | 15 lutego   | 1970 | Val Gardena | Zjazd       | 2:24,57    | +0,95     | Bernhard Russi    |
| 1.      | 15 lutego   | 1970 | Val Gardena | Kombinacja  | 21,25 pkt  | –         | –                 |

### Puchar Świata

#### Miejsca w klasyfikacji generalnej
- Sezon 1967/1968: 7.
- Sezon 1968/1969: 13.
- Sezon 1969/1970: 15.

#### Zwycięstwa w zawodach
1. Aspen – 16 marca 1968 (slalom)
2. Squaw Valley – 28 lutego 1969 (slalom)

#### Pozostałe miejsca na podium
1. Mont-Sainte-Anne – 16 marca 1969 (slalom) – 3. miejsce